# モンゴメリー郡 (ペンシルベニア州)
モンゴメリー郡（英: Montgomery County）は、アメリカ合衆国ペンシルベニア州の南東部にある郡。フィラデルフィアに隣接している。人口は85万6553人（2020年）で、州内第3位の郡である。郡庁所在地はノリスタウン・ボロ（人口3万4324人）であり、同郡で人口最大の都市はローワー・メリオン・タウンシップ（人口5万7825人）である。
モンゴメリー郡は1784年9月10日に、フィラデルフィア郡から分離して設立された。最初の郡庁舎はバーリー・シーフ・インに置かれた。郡名は、アメリカ独立戦争の将軍で、1775年にカナダのケベック市を占領しようとしている時に戦死したリチャード・モントゴメリーにちなむか、あるいはウェールズのモントゴメリーシャーにちなむのかどちらかだと考えられている。ウェールズのモントゴメリーシャーは征服王ウィリアムの重要な相談役の1人だったロジャー・ド・モントゴメリーにちなんで名付けられていた。モンゴメリー郡の地域は、ウェールズ出身のクエーカーが入植したウェールズ・トラクトの一部だった。郡の初期歴史書では郡名の由来が不確かだとしている。
モンゴメリー郡はフィラデルフィア市北西の郊外部である。デラウェア・バレーの中にあり、その北縁となっている。またリーハイ・バレーがその北にある。2010年、一世帯当たり収入の中央値で、国内第51位となった。2008年には雑誌フォーブスから、家族を育てるために最良の場所第9位に挙げられた。

## 地理

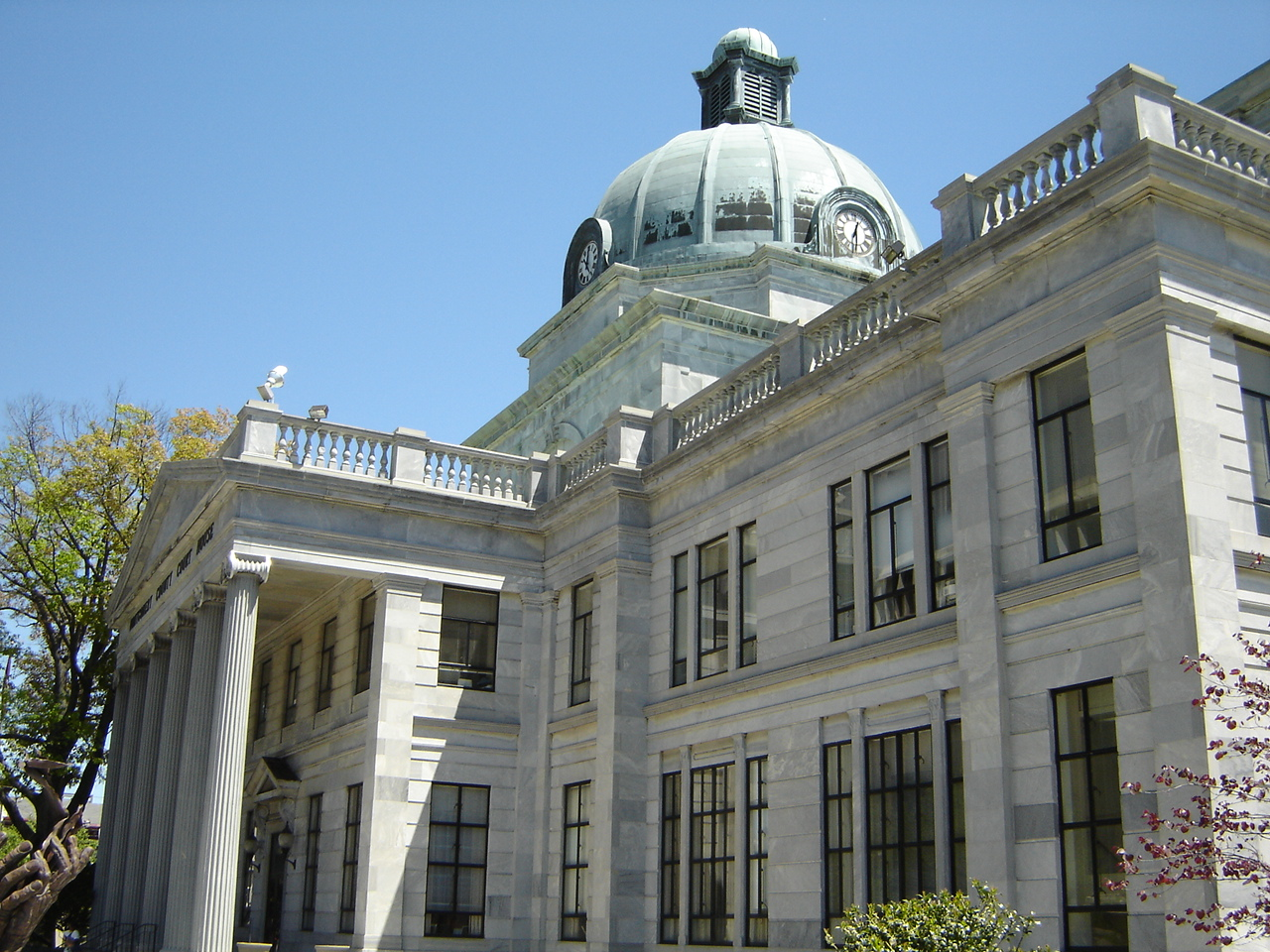
モンゴメリー郡庁舎

アメリカ合衆国国勢調査局に拠れば、郡域全面積は487平方マイル (1,262 km2)であり、このうち陸地483平方マイル (1,251 km2)、水域は4平方マイル (11 km2)で水域率は0.89%である。

### 主要高規格道路
- 州間高速道路76号線
- 州間高速道路276号線
- 州間高速道路476号線
- アメリカ国道1号線
- アメリカ国道30号線
- アメリカ国道202号線
- アメリカ国道422号線
- ペンシルベニア州道29号線
- ペンシルベニア州道309号線
- ペンシルベニア州道611号線

### 隣接する郡
- リーハイ郡 - 北
- バックス郡 - 北東
- フィラデルフィア郡 - 南東
- デラウェア郡 - 南西
- チェスター郡 - 西
- バークス郡 - 北西

### 国立保護地域
- バレーフォージ国立歴史公園（部分）

## 人口動態
2000年国勢調査時点では人口が前回より約10.6%増加しており、その多くは郡西部での成長だった。この成長は地域内での人の移動によるところが大きい。特にアジア系移民が増えており、またメキシコ系移民も多い。さらに他の郊外地域から比較的安い不動産価格を求めてくる移住者が多い。郡内からフィラデルフィア市、ニュージャージー州、あるいは州内に多くの高規格道路が延びている。今後は人口増加の鈍化が予測されているが、これは郡内で生まれた者の大量流出が予測されていることも原因である。
モンゴメリー郡はアフリカ系アメリカ人、朝鮮系アメリカ人、プエルトリコ系アメリカ人、メキシコ系アメリカ人、インド系アメリカ人の人口が多く、現在も増えている。外国生まれの比率では地域第2位である。昔から郡西部はペンシルベニア・ダッチ・カントリーであり、18世紀から移ってきたドイツ語を話す人々の子孫が多い。
以下は2000年国勢調査による人口統計データである。
| 基礎データ - 人口: 750,097人 - 世帯数: 286,098 世帯 - 家族数: 197,693 家族 - 人口密度: 599人/km2（1,553 人/mi2） - 住居数: 297,434 軒 - 住居密度: 238軒/km2（616軒/mi2） 人種別人口構成（ ）内は2010年データ - 白人: 86.46% (79.0%) - アフリカン・アメリカン: 7.46% (8.7%) - ネイティブ・アメリカン: 0.11% (0.1%) - アジア人: 4.02% (6.4%) - インド系: (2.1%) - 朝鮮系: (1.7%) - 中国系: (1.2%) - ベトナム系: (0.5%) - フィリピン系: (0.3%) - 日系: (0.1%) - その他のアジア系: (0.6%) - 太平洋諸島系: 0.03% (0.0%) - その他の人種: 0.75% (1.6%) - 混血: 1.16% (1.9%) - ヒスパニック・ラテン系: 2.04% (4.3%) 先祖による構成 - ドイツ系：17.5% - アイルランド系：16.7% - イタリア系：14.3% - イギリス系：6.5% - ポーランド系：5.0% 言語による構成 - 英語：90.5% - スペイン語：2.0% - 朝鮮語：1.1% - イタリア語：1.0% | 年齢別人口構成 - 18歳未満: 24.1% - 18-24歳: 7.1% - 25-44歳: 30.5% - 45-64歳: 23.4% - 65歳以上: 14.9% - 年齢の中央値: 38歳 - 性比（女性100人あたり男性の人口） - 総人口: 93.6 - 18歳以上: 90.0 世帯と家族（対世帯数） - 18歳未満の子供がいる: 32.0% - 結婚・同居している夫婦: 57.2% - 未婚・離婚・死別女性が世帯主: 8.8% - 非家族世帯: 30.9% - 単身世帯: 25.6% - 65歳以上の老人1人暮らし: 9.9% - 平均構成人数 - 世帯: 2.54人 - 家族: 3.09人 収入と家計 - 収入の中央値 - 世帯: 60,829米ドル（2007年推計では73,701ドル） - 家族: 72,183米ドル（2007年推計では89,219ドル） - 性別 - 男性: 48,698米ドル - 女性: 35,089米ドル - 人口1人あたり収入: 30,898米ドル - 貧困線以下 - 対人口: 4.4% - 対家族数: 2.8% - 18歳未満: 4.6% - 65歳以上: 5.1% |

次の表は2010年の人口順にタウンシップ、ボロを並べたものである
| タウンシップ、ボロ                   | 人口 (人、2010年国勢調査) | 人口密度mi2 |
| ------------------------------------ | ------------------------- | ----------- |
| ローワー・メリオン・タウンシップ     | 57,825                    | 2,526.1     |
| アビントン・タウンシップ             | 55,310                    | 3,630.3     |
| チェルトナム・タウンシップ           | 36,793                    | 4,083.1     |
| ノリスタウン・ボロ                   | 34,324                    | 9,806.9     |
| アッパー・メリオン・タウンシップ     | 28,395                    | 1,593.3     |
| ホーシャム・タウンシップ             | 26,147                    | 1,398.6     |
| アッパー・ダブリン・タウンシップ     | 25,569                    | 1,960.7     |
| ローワー・プロビデンス・タウンシップ | 25,436                    | 1,458.8     |
| モンゴメリー・タウンシップ           | 24,790                    | 2,067.1     |
| アッパー・モアランド・タウンシップ   | 24,015                    | 3,202       |

## 経済
モンゴメリー郡はフィラデルフィア市郊外にあるので、住人の多くはフィラデルフィア市に通勤している。郡内には、ブルーベル、ランスデール、フォートワシントン、ホーシャム、キングオブルシアに大きな工業団地があり、雇用の中心となり、周辺地域から多くの労働者を集めている。強い雇用基盤とそれから上がる税収によって、郡債券はスタンダード&プアーズから 'AAA' の評価を受けている。このようなランクにある郡は国内に30郡に満たない。
主要雇用主
- アビントン記念病院
- イートナ
- BAE システムズ
- ブラッドフォードホワイト
- ドーマンプロダクツ
- ジェニュアルディズ・ファミリーマーケッツ
- グラクソ・スミスクライン
- ホリーリディーマー病院
- インフォストレッチ
- ジェファーソン健康システム
- ジョンソン・エンド・ジョンソン - マクニール・ファーマシューティカルズ
- ロッキード・マーティン
- メルク・アンド・カンパニー
- モトローラ
- プルデンシャル・ファイナンシャル
- クエスト・ダイアグノスティックス
- ダウ・ケミカル[8]
- テヴァ製薬産業
- ユニシス

## 政治
| 年     | 共和党        | 民主党        |
| ------ | ------------- | ------------- |
| 2012年 | 42.3% 169,903 | 56.6% 227,561 |
| 2008年 | 39.2% 165,552 | 60.0% 253,393 |
| 2004年 | 44.0% 174,741 | 55.6% 222,048 |
| 2000年 | 43.8% 145,623 | 53.5% 177,990 |
| 1996年 | 41.2% 121,047 | 48.9% 143,664 |
| 1992年 | 39.5% 125,704 | 42.9% 136,572 |
| 1988年 | 60.2% 170,294 | 38.8% 109,834 |
| 1984年 | 64.2% 181,426 | 35.3% 99,741  |
| 1980年 | 57.8% 156,996 | 31.0% 84,289  |
| 1976年 | 56.9% 155,480 | 41.2% 112,644 |
| 1972年 | 64.3% 173,662 | 34.1% 91,959  |
| 1968年 | 54.3% 141,621 | 39.3% 102,464 |
| 1964年 | 43.0% 102,714 | 56.7% 135,657 |
| 1960年 | 60.7% 142,796 | 39.2% 92,212  |

2010年1月時点でモンゴメリー郡には577,378 人の登録有権者がいた。
- 民主党: 262,204 (45.41%)
- 共和党: 231,531 (40.10%)
- その他の政党: 83,643 (14.49%)

共和党が郡の政治を支配してきたが、民主党は過去20年間でかなりの伸長を記録しており、2008年初期には登録有権者数で上回った。1968年から1988年まで6回のアメリカ合衆国大統領選挙では、共和党候補を支持してきたが、その後の6回は民主党候補が制し、その支持率差を広げてきた。郡レベルの役人は共和党が大半を占めていたが、2007年の選挙以降は民主党が5人を当選させている。郡内にあるペンシルベニア州議会下院議員選挙区でも、従来は共和党よりだった所で議席を奪ってきた。
2004年アメリカ合衆国上院議員選挙では、共和党のアーレン・スペクターがモンゴメリー郡出身のジョー・ホーフェルを破ったが、2006年の選挙では民主党のボブ・ケイシー・ジュニアが共和党現職のリック・サントラムを破った。州議会下院では2006年と2008年に民主党候補が共和党の議席を奪った。郡から12人の下院議員を選出しており、そのうち6人が民主党員となった。2008年アメリカ合衆国大統領選挙では、民主党のバラク・オバマが郡投票総数の60%の支持を得た。
モンゴメリー郡は3人の委員で構成される郡政委員会が統治している。現在の構成は民主党2人、共和党1人である。州法によって郡政委員会には少数党から1人の委員を出す必要がある。
モンゴメリー郡は、アメリカ合衆国下院議員ペンシルベニア州第2、第6、第7、第8および第13選挙区に属し、2013年時点では共和党議員3人、民主党議員2人を選出している。
ペンシルベニア州議会上院では第4、第7、第10、第12、第17、第19、第24および第44選挙区に属しており、下院では第53、第61、第70、第146、第147、第148、第149、第150、第151、第152、第153、第154、第157、第170および第194選挙区に属している。2013年時点で上院は共和党4人、民主党4人、下院は共和党7人、民主党8人を選出している。

## 都市と町

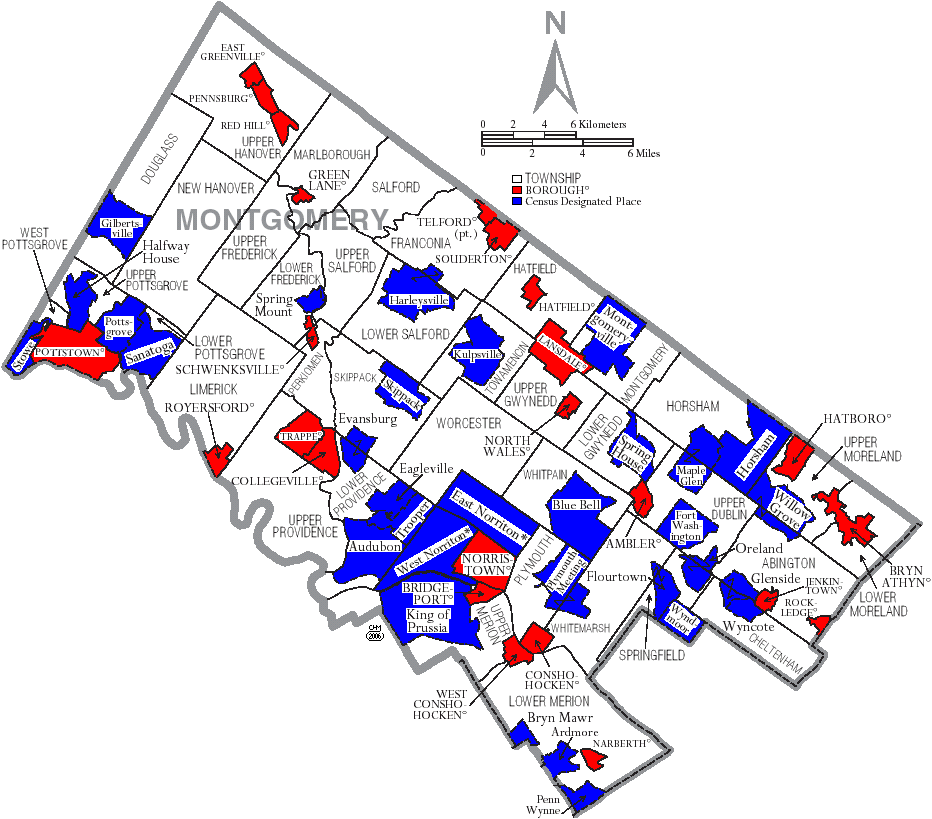
モンゴメリー郡の自治体、ボロは赤、タウンシップは白、国勢調査指定地域は青

ペンシルベニア州法の下では4種類の自治体がある。市、ボロ、タウンシップ、町である。

### ホームルール自治体
- ブリンアシン（公式名称はブリンアシン・ボロ）
- チェルトナム・タウンシップ
- ホーシャム・タウンシップ
- ノリスタウン - 郡庁所在地
- プリマス・タウンシップ
- ホワイトマーシュ・タウンシップ

### ボロ
| - アンブラー - ブリッジポート - カレッジビル - コンショホッケン - イーストグリーンビル - グリーンレイン - ハットボロ | - ハットフィールド - ジェンキンタウン - ランスデール - ナーバース - ノースウェールズ - ペンズバーグ - ポッツタウン | - レッドヒル - ロックリッジ - ロイアーズフォード - シュウェンクスビル - サウダートン - テルフォード（一部はバックス郡内） - トラップ - ウェストコンショホッケン |

### タウンシップ
| - アビントン - ダグラス - イースト・ノリトン - フランコニア - ハットフィールド - ホーシャム - ライムリック - ローワー・フレデリック - ローワー・グウィネッド - ローワー・メリオン - ローワー・モアランド - ローワー・ポッツグローブ | - ローワー・プロビデンス - ローワー・ソルフォード - マルボロ - モンゴメリー - ニュー・ハノーバー - パーキオメン - プリマス - ソルフォード - スキパック - スプリングフィールド - トワメンシン - アッパー・ダブリン - アッパー・フレデリック | - アッパー・グウィネッド - アッパー・ハノーバー - アッパー・メリオン - アッパー・モアランド - アッパー・ポッツグローブ - アッパー・プロビデンス - アッパー・ソルフォード - ウェスト・ノリトン - ウェスト・ポッツグローブ - ホワイトマーシュ - ウィットペイン - ウースター |

### 国勢調査指定地域
国勢調査指定地域はアメリカ合衆国国勢調査局が人口統計データを取るために設定した地域である。州法の下では実際の司法権が及ぶ範囲ではない。村などその他の未編入領域も下記に挙げる。
| - アーカディア・ユニバーシティ - アードモア - オーデュボン - ブルーベル - ブリンモウア - イーグルビル - エバンスバーグ - フラワータウン - フォートワシントン | - ギルバーツビル - グレンサイド - ハーフウェイハウス - ハーレイズビル - ヘイバーフォード・カレッジ - ホーシャム - キング・オブ・プロシア - カルプスビル - メイプルグレン | - モンゴメリービル - オーランド - ペンワイン - プリマス・ミーティング - ポッツグローブ - サナトガ - スキパック - スプリングハウス - スプリングマウント | - ストウ - トルーパー - ウィロウグローブ - ウォックスホール - ウィンコート - ウィンドムーア |

### 未編入の町
| - バラシンウィド - ベセイアーズ - ドレッシャー - エルキンスパーク - グラドワイン - ハンティンドン・バレー - ラファイエットヒル | - メルローズパーク - メリオン - モントクレア - ローズモント - バレーフォージ - ビラノバ - ワインウッド |

## 教育

### 高等教育機関

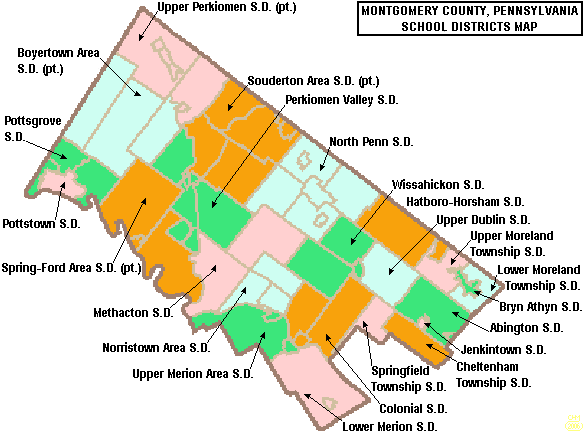
モンゴメリー郡教育学区の区分図

- アルカディア大学（英語版）
- ブライン・アタイン・カレッジ（英語版）
- ブリンマー大学
- マナー・カレッジ（英語版）
- ハバフォード大学
- マナー・カレッジ（英語版）
- モンゴメリー郡コミュニティ・カレッジ（英語版）
- ペンシルベニア眼科カレッジ
- ペンシルベニア州立大学アビントン校（英語版）
- ローズモント・カレッジ（英語版）
- セントチャールズ・ボロメオ神学校（英語版）
- セントジョセフ大学（英語版）
- テンプル大学 - アンブラー
- アーサイナス・カレッジ（英語版）
- ウェストミンスター神学校

### 公共教育学区
- アビントン教育学区
- ボイアータウン地域教育学区
- チェルテナム・タウンシップ教育学区
- コロニアル教育学区
- ハットボロ・ホーシャム教育学区
- ジェンキンタウン教育学区
- ローワー・メリオン教育学区
- ローワー・モアランド・タウンシップ教育学区
- メサクトン教育学区
- ノリスタウン地域教育学区
- ノースペン教育学区
- パーキモンバレー教育学区
- ポッツグローブ教育学区
- ポッツタウン教育学区
- サウダートン地域教育学区
- スプリングフィールド・タウンシップ教育学区
- スプリング・フォード地域教育学区
- アッパー・ダブリン教育学区
- アッパー・メリオン地域教育学区
- アッパー・モアランド教育学区
- アッパー・パーキオメン教育学区
- ウィサヒッコン教育学区
- ブリンアシン教育学区 - 学区はあるが学校を運営していない。生徒は隣接する地区の学校に通っている[10]

### 私立学校
| - アカデミー・オブ・ザ・ニューチャーチ男子校 - アカデミー・オブ・ザ・ニューチャーチ女子校 - アビントン・フレンズ学校 - ザ・ボールドウィン学校 - AIM アカデミー - ジャック・M・バラック・ヘブライ・アカデミー、元アキバ・ヘブライ・アカデミー - ビショップ・マクデビット高校 - カルバリー・バプテスト学校 - クリストファー・ドック・メノナイト高校 - コベントリー・クリスチャン学校 - ジ・エピスコパル・アカデミー - フレンズ・セントラル学校 - ジャーマンタウン・アカデミー - グウィネッド・マーシー・アカデミー高校 - ヘイバーフォード学校 - ザ・ヒル学校 - ハンティンドンバレー・クリスチャン・アカデミー - インディアンクリーク・メノナイト学校 - レイクサイド学校 - ランスデール・カトリック高校 - ラサール・カレッジ高校 - リンカーン・アカデミー | - メインライン・アカデミー - マーティン・ルーサー学校 - メアリー・マザー・オブ・ザ・リディーマー・カトリック学校 - メドウブルック学校 - メリオン・マーシー・アカデミー - マウント・セントジョセフ・アカデミー - ニューライフユース & ファミリー Svcs - ザ・パスウェイ学校 - ザ・パーキオメン学校 - ポープ・ジョンポールIIカトリック高校 - リフォーメイション・カトリック学校 - セントアロシウス学校 - セントバジル・アカデミー - セントキャサリン・デイスクール - ストウ・ライトハウス・クライスト・アカデミー - ザ・シップリー学校 - トラー・アカデミー・オブ・グレーターフィラデルフィア - トリニティ・クリスチャン・アカデミー - バレーフォージ・バプテスト・アカデミー - ワースワース・アカデミー - ウィンコート・アカデミー |

### ナイトスクール・成人教育
- チェルテナム・タウンシップ成人学校[11]

## 著名な民間団体
- インスティチュート・オブ・ジ・アチーブメント・オブ・ヒューマン・ポテンシャル、非営利、195年にウィンドムーアでグレン・ドーマンが設立、子供脳の開発について両親を教育し、また脳に障害のある子供の治療を行う
- モンゴメリー郡歴史協会[12] (HSMC)、1881年設立、郡と郡民の歴史を保存し普及する、歴史あるモンゴメリー墓地を所有維持している
- オールドヨーク・ロード・シンフォニー、アビントン・タウンシップ、1932年に設立された郡最古のボランティア交響楽団
- ライダル・メドウブルック市民協会[13](RMCA)、1948年設立、州内最古の法人化された市民団体、アビントン・タウンシップ、郡の著名政治家の多くがライダル・メドウブルックに住んでいる[14]
- オールドヨーク・ロード歴史協会[15]、1936年設立、群島部の歴史に関する収集品が多い
- 東モンゴメリー郡商工会議所[16]、郡東部の9自治体で経済開発を促進